# Aner kvarn

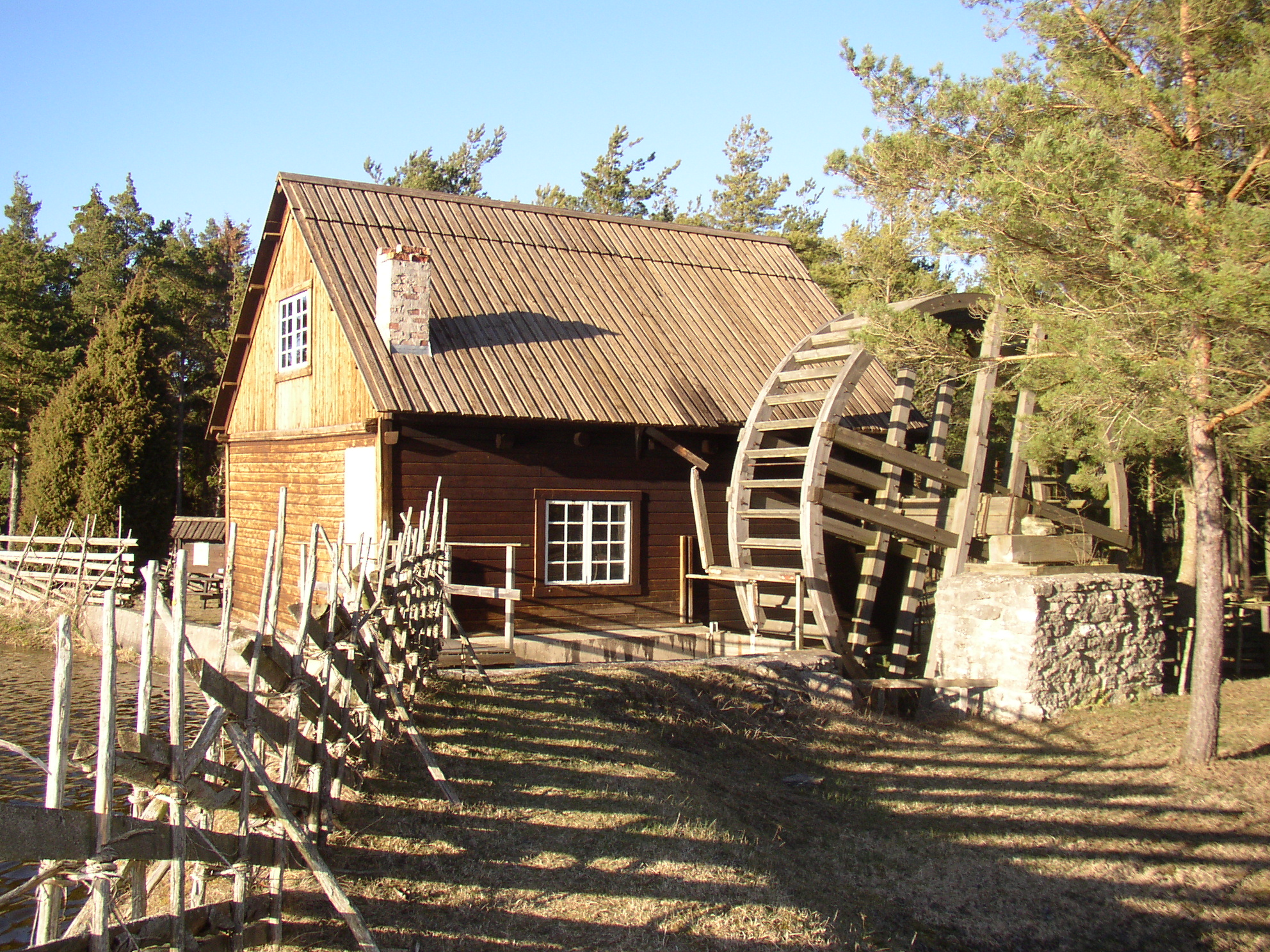
Aner kvarn.

Aner kvarn är en hjulkvarn med underfallshjul i byn Aner i Boge socken på Gotland.
Aner kvarn var i äldre tid en av flera kvarnar längs Aneråns lopp från Othem till Bogeviken. Den byggdes vid mitten av 1800-talet och var då en lite större vattenkvarn, med ett hjul på sex meters diameter och dubbla kvarnstenar. Den var i bruk fram till mitten av 1940-talet. Under slutet av 1900-talet restaurerades den av Boge hembygdsförening och återställdes i brukbart skick.